# Ioannis Alexiou
Ioannis Alexiou (griechisch Γιάννης Αλεξίου; geboren 8. Dezember 1984 in Drama) ist ein griechischer Fußballspieler. 

## Biografie
Seine ersten Einsätze im Profibereich hatte der Abwehrspieler bei Veria FC, als der Verein in der Saison 2006/07 erstmals in der zweitklassigen Beta Ethniki antrat. Der Mannschaft gelang der Aufstieg in die Super League, die erste Liga Griechenlands. In 21 Erstliga-Partien wirkte Alexiou mit, doch der Verein stieg direkt wieder in die Zweitklassigkeit ab. Alexiou spielte noch eine Saison bei Veria, 2009 folgte der Wechsel zum damaligen Erstligisten APO Levadiakos, für den er bis 2012 in der ersten und, nach zwischenzeitlichem Abstieg, zweiten Liga insgesamt 41 Mal zum Einsatz kam. Anschließend wechselte er nach Deutschland zum damals fünftklassigen KFC Uerdingen 05.
Dieser Wechsel kam zustande, da Alexious' Sohn an einer Nieren- und Leberkrankheit litt und er ihm die bestmögliche Behandlung in der Nähe von Krefeld in der Essener Uniklinik bieten wollte. Für die Entscheidung, seine Profikarriere zugunsten seiner Familie aufzugeben, bekam Alexiou 2016 bei der griechischen Sportverleihung "Super League Award" einen Ehrenpreis verliehen. Alexiou blieb bis zum Ende der Saison 2015/16 beim KFC Uerdingen und stieg mit ihm zwischenzeitlich in die Regionalliga West auf und wieder ab. In seinem letzten von über einhundert Spielen für den Verein flog er frühzeitig mit einer roten Karte vom Platz. Danach schloss er sich dem Oberligisten TV Jahn Hiesfeld an, für den er zweieinhalb Jahre aktiv war. In der Winterpause der Saison 2018/19 erfolgte schließlich der Wechsel zum Landesligisten DJK Teutonia St. Tönis.